# Arc festonné brisé
L'arc festonné brisé est une variante de l'arc festonné dans laquelle l'intrados n'est pas en plein cintre mais est de forme brisée.

## L'arc festonné brisé dans l'architecture de transition roman-gothique
L'arc festonné brisé est apparu au XIIe siècle dans l'architecture de transition roman-gothique française le long de la via Francigena qui prolongeait la via Tolosane jusqu'à Turin.
L'église du monastère de Ganagobie en Provence, par exemple, présente un superbe portail roman-gothique possédant cinq voussures dont deux sont ornées de festons de deux tailles différentes. La porte elle-même est encadrée de festons : les festons surmontant la porte sont intégrés au linteau, les apôtres sculptés sur le linteau se prolongeant sur les festons.

L'arc festonné brisé au portail de Ganagobie
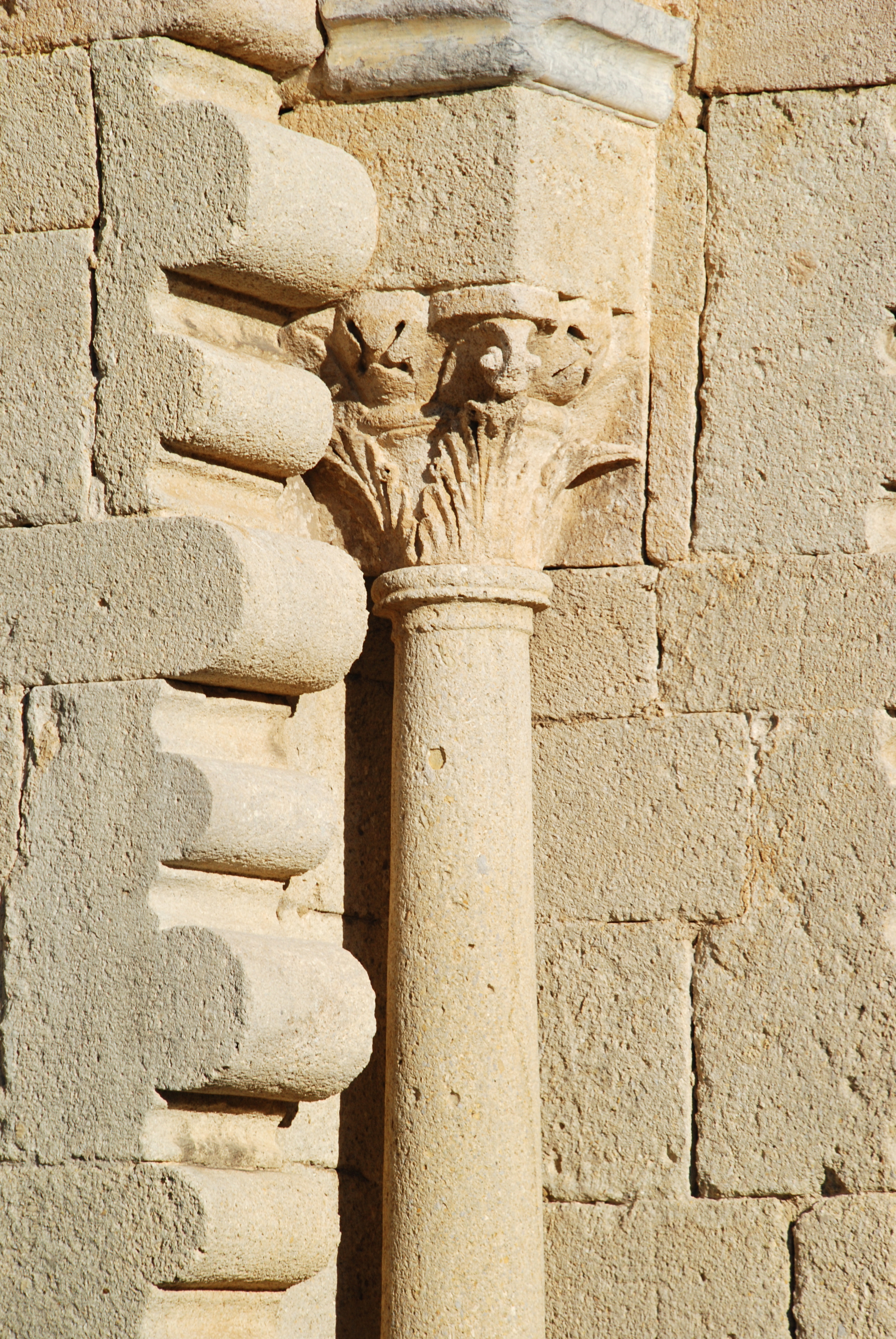
Colonne et festons.
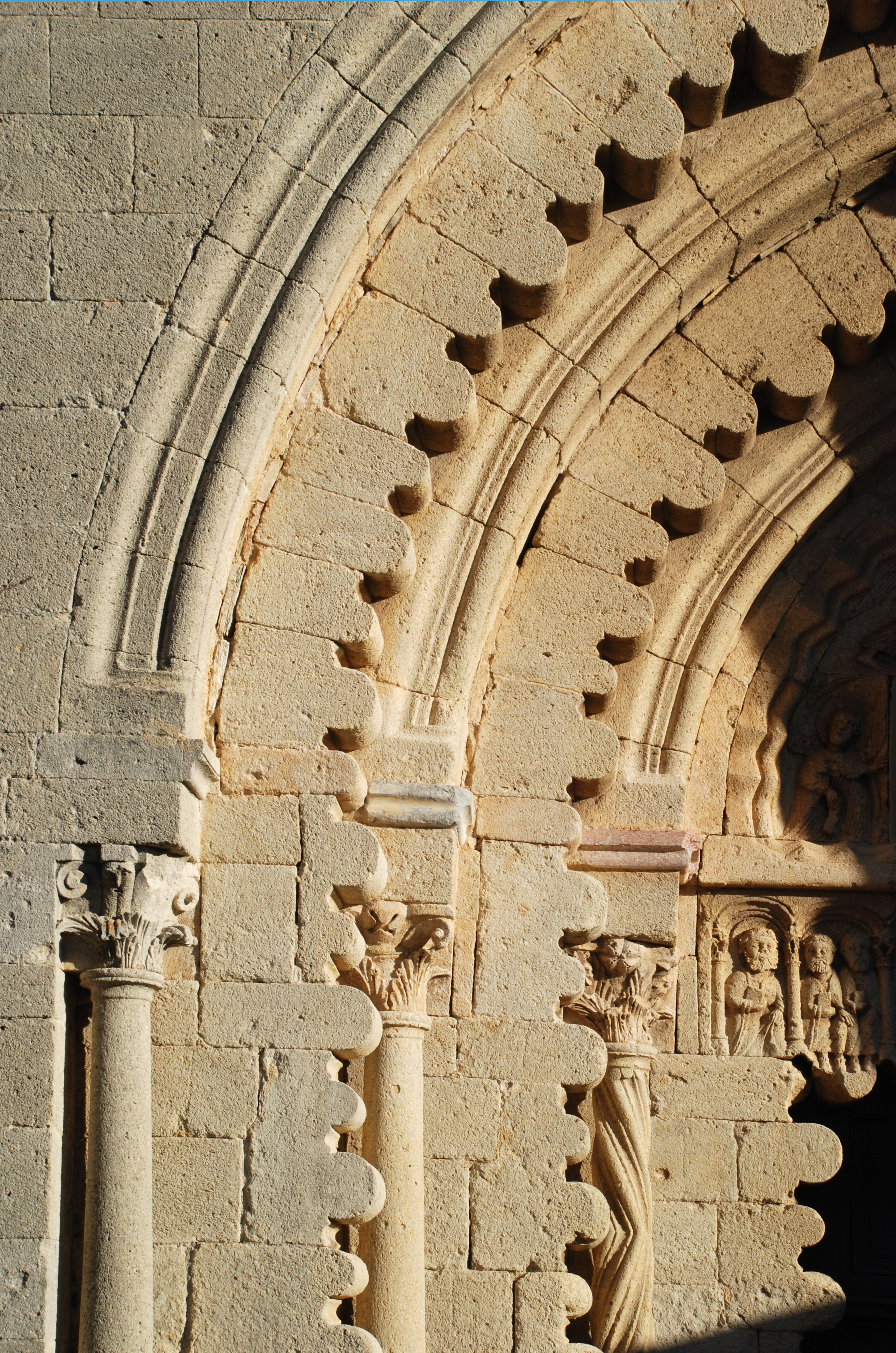
Détail des festons.
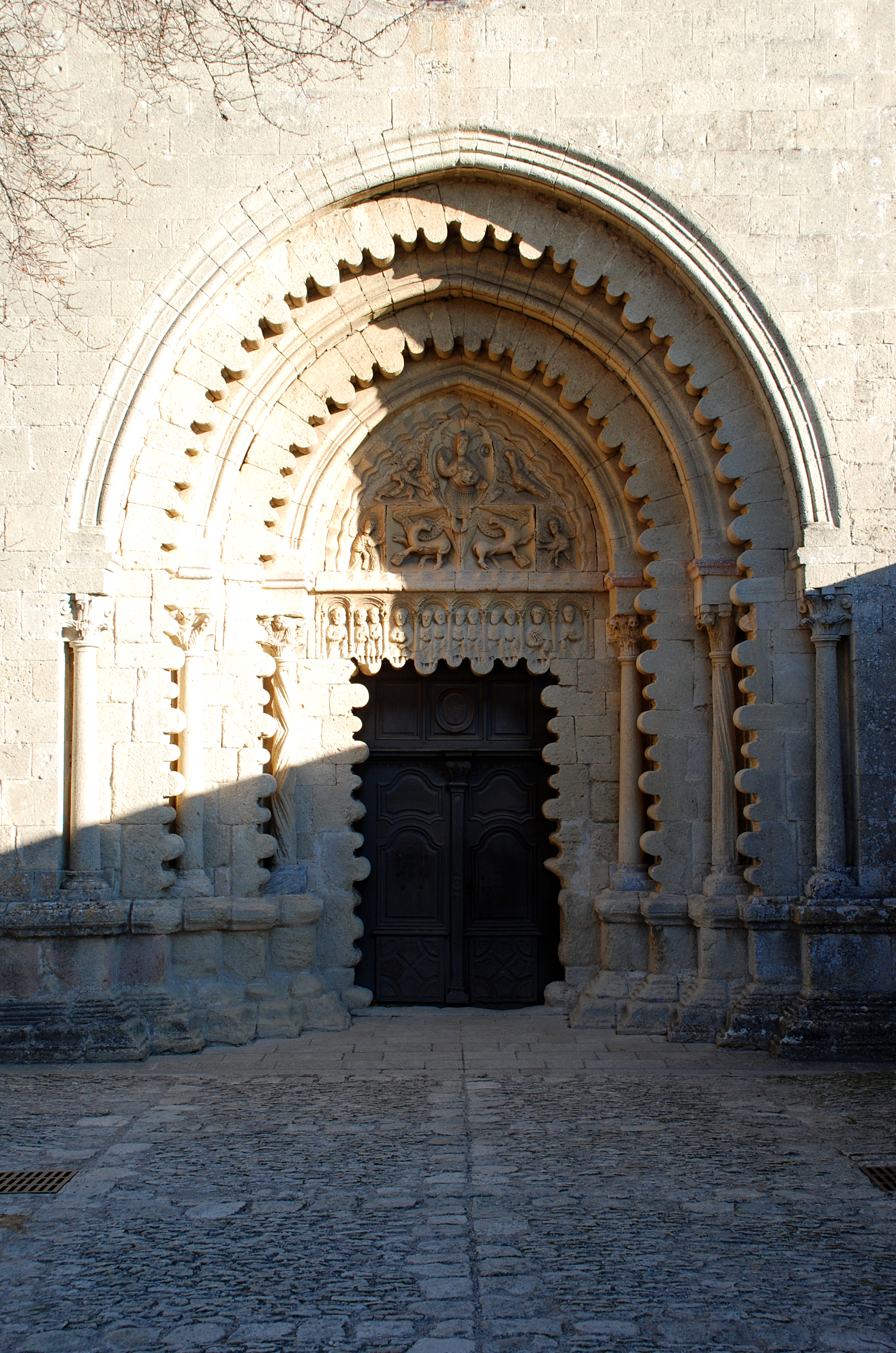
Portail de Ganagobie.
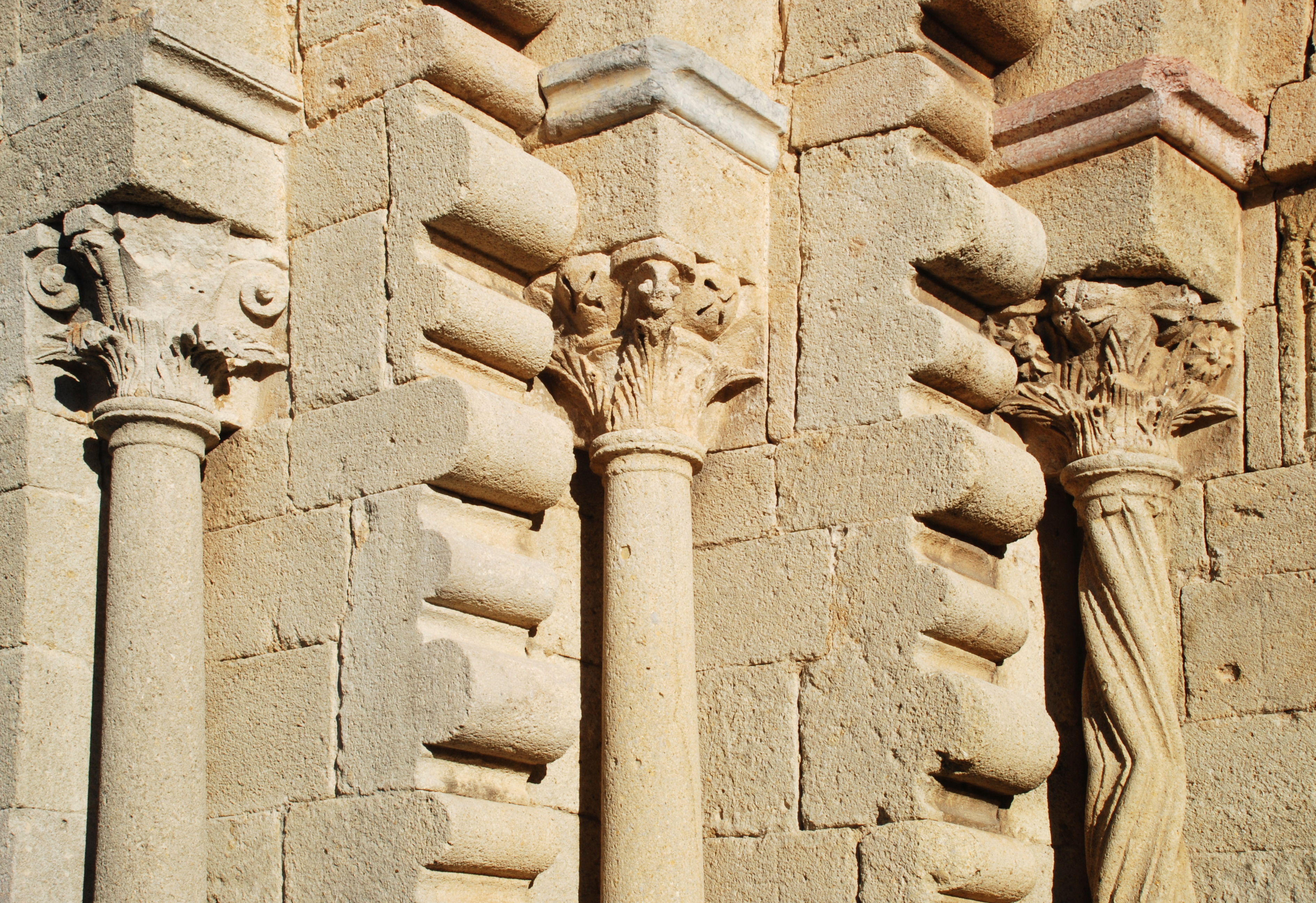
Festons et chapiteaux.